# Berchem-Sainte-Agathe
Pour les articles homonymes, voir Berchem.
Berchem-Sainte-Agathe [bɛʁ.kɛm sɛ̃t‿a.ɡat] (en néerlandais : Sint-Agatha-Berchem) est l'une des 19 communes bilingues de la ville région de Bruxelles-Capitale.
Au 1er janvier 2024, elle comptait 25 787 habitants (Berchemois). Sa superficie est de 2,95 km2, ce qui représente une densité de 8 741 habitants/km2.

## Géographie
Depuis 1954, Berchem-Sainte-Agathe fait partie des 19 communes de Bruxelles-capitale devenue, en 1989, ville région dotée de son propre parlement et d'un gouvernement. Jusqu'en 1954, la commune appartenait à la partie néerlandophone de l'ancienne province de Brabant. C'est alors que son évolution linguistique bilingue la fit rattacher aux communes bruxelloises en vertu des lois de 1932. Limitrophe, au nord, de la commune flamande d'Asse et, au sud-ouest, de la commune flamande de Dilbeek, voisine des communes bruxelloises de Ganshoren, de Molenbeek-Saint-Jean, et de Koekelberg, la commune est située dans la partie nord-ouest de Bruxelles.

### Communes limitrophes
| Asse (Flandre)    | Asse, Ganshoren       | Ganshoren            |
| Dilbeek (Flandre) | Berchem-Sainte-Agathe | Koekelberg           |
| Dilbeek           | Molenbeek-Saint-Jean  | Molenbeek-Saint-Jean |

Commune intermédiaire entre les communes bruxelloises résidentielles que sont Koekelberg et Molenbeek, et le nord-ouest du Brabant flamand (Pajottenland), région encore vouée aujourd’hui en grande partie à l’agriculture, les 295 hectares de superficie totale de Berchem-Sainte-Agathe en font une des communes les moins étendue de la région bruxelloise.
Ayant une altitude variant de 35 à 75 mètres, Berchem-Sainte-Agathe est traversée par trois ruisseaux (le Molenbeek, le Paruck et le collecteur de Bruxelles), disposant chacun de leur propre bassin, qui se jettent dans la Senne. Le relief de la commune est directement influencé par son réseau hydrographique; aux trois bassins hydrographiques correspondent trois vallées orientées sud-nord pour celle du Molenbeek et ouest-est pour celle du Paruck et du collecteur de Bruxelles.

## Histoire
On a découvert trois outils préhistoriques à Berchem-Sainte-Agathe, datant du Mésolithique et du Néolithique. On peut donc penser qu’il y eut une occupation du territoire de la commune à ces époques.
La présence romaine sur le territoire de ce qui est maintenant Berchem-Sainte-Agathe est totalement méconnue. Les villas romaines des communes voisines (Anderlecht, Jette et Wemmel), ainsi que l’importance de la concentration de l’habitat romain sur la rive gauche de la Senne peuvent laisser supposer que Berchem-Sainte-Agathe ait été occupée durant cette période.
Aux temps médiévaux, et ce partiellement jusqu’au XIXe siècle, le territoire de Berchem englobait une partie des actuelles communes de Ganshoren, Dilbeek, Grand-Bigard, et Asse ainsi que la totalité de l’actuelle commune de Koekelberg. Ainsi la superficie de Berchem aux époques médiévales et post-médiévales devait atteindre au moins 420 hectares.
La plus ancienne mention de Berchem date de 1132, dans un acte dans lequel l’église de Berchem est présentée comme une dépendance de celle de Wemmel, dépendance confirmée jusqu’en 1258 . Berchem apparaît assez clairement comme un hameau né au Xe ou XIe siècle, période de poussée démographique importante et de défrichements. Ce hameau fut doté, à la fin du XIe siècle ou au début du siècle suivant, d’une chapelle dépendante de l’église paroissiale primitive. Enfin, dans la première moitié du XIIe siècle, dans le vaste mouvement de restitution des églises aux abbayes, par les seigneurs laïcs, la jeune abbaye de Grimbergen acquiert l’église de Wemmel et dès lors la chapelle de Berchem.
Au XVe siècle, le village s’avère être un site d’extraction de pierres à bâtir ainsi qu’un lieu de production céréalière dépendant de cinq ou six grandes fermes. Berchem présente vers la fin du XVIIe siècle trois cents bonniers de terres de cultures, cinquante de bois et vingt-cinq de prés. Dans le courant du XVIIIe siècle, des cultures maraîchères ainsi que des briqueteries et des tuileries s’ajoutent aux activités traditionnelles. De plus un nombre important d’auberges et de brasseries voient le jour grâce à la situation géographique de Berchem, dernier village étape sur la route de Gand à Bruxelles avant de pénétrer dans la capitale.
À la fin du XVIe siècle et au XVIIe siècle, Berchem subit de lourdes pertes démographiques ainsi que des destructions de bâtiments, à la suite des guerres multiples (guerre de religion, marche de Louis XIV vers la Hollande, bombardement de Bruxelles) ayant entraîné des occupations successives. Mais cette diminution de la population va faire place, au XVIIIe siècle, à une importante augmentation de cette dernière (doublement de la population entre 1709 et 1800). En 1841, le hameau Koekelberg, jusque-là attaché à Berchem, devient indépendant après un long conflit juridique remontant à la fin du XVIIe siècle, ce qui a pour conséquence de voir la population de Berchem passer de 1 560 à 672 habitants.
La population de la commune est estimée à 3 500 habitants avant la « grande guerre » de 1914-1918. Après celle-ci, Berchem connaît à nouveau une augmentation démographique importante due, d’une part, à l’urbanisation bourgeoise et, d’autre part, à la création d’une des premières cités sociales, la Cité moderne (construite par l’architecte Victor Bourgeois en 1927).
Les décennies suivant la seconde guerre font place à l’urbanisation et à l’immigration, avec pour conséquence un accroissement de la population qui atteint 18 500 habitants en 1976. Les vingt-cinq dernières années ne connaissent pas d’augmentation démographique importante.

## Héraldique
|  | La commune possède des armoiries qui lui ont été octroyées le 2 septembre 1999. En 1999, sur une initiative de l’ancien bourgmestre Julien Gooskens, la commune reçoit enfin ses armoiries et son blason. Celui-ci est vert et blanc, couleurs de Berchem-Sainte-Agathe. Il rappelle l’histoire de la commune, les couleurs choisies correspondant à celles de la commune et fait référence au nom de la commune. Afin de respecter au mieux ces exigences, le blason de Berchem Sainte-Agathe s’est divisé en trois parties faisant référence à son nom et à son histoire (le lion, la chapelle Sainte-Agathe, les armoiries d’un ancien Bourgmestre) et a respecté le vert et le blanc en tant que couleurs de Berchem. On suppose que la couleur verte a été choisie pour symboliser la petite commune très riche en espaces verts qu’est Berchem-Sainte-Agathe. Le vert et le blanc illustrent parfaitement le slogan « une commune verte et ouverte ». Sur la partie droite du blason, on peut observer un lion, plus ancienne trace historique de la commune, lion qui fut le sceau des échevins d’Anderlecht et de Berchem. En bas à gauche se trouvent les armoiries de la famille Huysman d’Honssem, dont l’un des membres, le fils aîné, Sébastien Charles, fut bourgmestre au XIXe siècle, entre 1825 et 1830. En haut à gauche, on retrouve la chapelle dédiée à Sainte Agathe de Catane, qui a donné son nom à la commune. Blasonnement : Écartelé : au 1 de sinople à la chapelle de Sainte-Agathe du lieu, d'argent, au 3 du même à la bande de sinople chargée de trois besants du champ, aux 2 et 4 du même et de sinople, au lion brochant de l'un dans l'autre. - Délibération communale : 2 septembre 1999 Source du blasonnement : Armorial des communes de la région de Bruxelles-Capitale. |

## Politique

### Résultats lors desélections communales de 2024

#### Conseil communal de 2024
| Parti | Parti                | %    | +/- | Sièges  | +/- | Collège |
| ----- | -------------------- | ---- | --- | ------- | --- | ------- |
|       | Liste du Bourgmestre | 33,7 | 8,7 | 12 / 29 | 4   | Oui     |
|       | PS-Vooruit+          | 23,1 | 4,8 | 7 / 29  | 2   | Oui     |
|       | OpenMR               | 18,4 | 4,5 | 6 / 29  | 1   | Non     |
|       | Ecolo-Groen          | 9    | 5,8 | 2 / 29  | 2   | Oui     |
|       | Be-Berchem           | 8,4  | Nv  | 2 / 29  | Nv  | Non     |
| Total | Total                | 100  | 100 | 29      | 29  | ?       |

#### Collège du bourgmestre et des échevins en 2024
| Collège communal  |                       |                                 |
| ----------------- | --------------------- | ------------------------------- |
| Bourgmestre       | Christian Lamouline   | Les Engagés - LISTE BOURGMESTRE |
| 1er échevin       | Yonnec Polet          | PS - PS-VOORUIT +               |
| 2e échevin        | Saïd Chibani          | LISTE BOURGMESTRE               |
| 3e échevine       | Katia Van Den Broucke | Ecolo - Ecole-Groen             |
| 4e échevine       | Sabrina Djerroud      | PS - PS-VOORUIT +               |
| 5e échevine       | Christiane Rassart    | LISTE BOURGMESTRE               |
| 6e échevine       | Ali Bel-Housseine     | PS - PS-VOORUIT +               |
| Président du CPAS | Marc Hermans          | PS - PS-VOORUIT +               |

### Résultats des élections communales depuis 1976

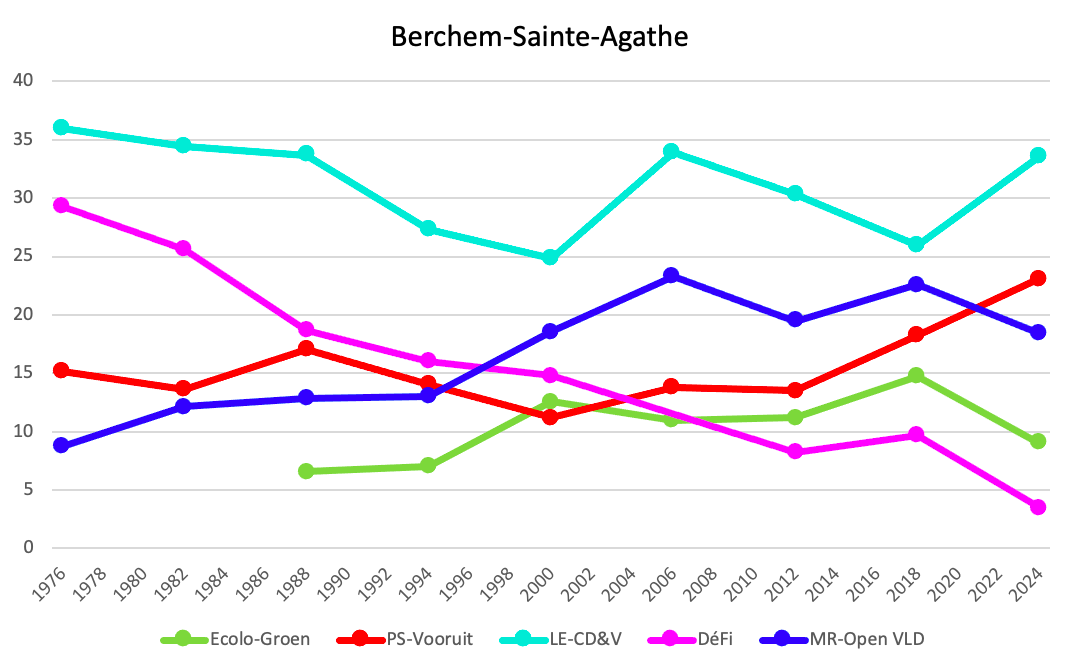
Evolution des résultats électoraux au conseil communal de Berchem-Sainte-Agathe.

| Partis                     | Partis                 | Partis                 | 1976  | 1976  | 1982  | 1982  | 1988  | 1988  | 1994  | 1994  | 2000  | 2000  | 2006  | 2006  | 2012  | 2012  | 2018  | 2018  | 2024 | 2024 |
| Votes / Sièges             | Votes / Sièges         | Votes / Sièges         | %     | 25    | %     | 25    | %     | 25    | %     | 25    | %     | 25    | %     | 27    | %     | 27    | %     | 27    | %    | 29   |
| -------------------------- | ---------------------- | ---------------------- | ----- | ----- | ----- | ----- | ----- | ----- | ----- | ----- | ----- | ----- | ----- | ----- | ----- | ----- | ----- | ----- | ---- | ---- |
| Extrême gauche             |                        | PTB-PVDA               | -     |       | 0,5   | 0     | 0,36  | 0     | 0,5   | 0     | -     |       | -     |       | -     |       | -     |       | -    |      |
| Écologistes                |                        | Ecolo-Groen            | -     |       | -     |       | 6,54  | 1     | 7     | 1     | 12,58 | 3     | 10,98 | 2     | 11,17 | 3     | 14,73 | 4     | 9    | 2    |
| Socialistes                |                        | PS-sp.a                | 15,18 | 4     | 13,63 | 3     | 17,03 | 5     | 14,04 | 4     | 11,19 | 2     | 13,82 | 4     | 13,51 | 4     | 18,25 | 5     | 23,1 | 7    |
| Chrétiens-démocrates       |                        | Liste du Bourgmestre   | 30,53 | 9     | 27,79 | 9     | 26,38 | 8     | 27,33 | 9     | 24,83 | 7     | 33,93 | 10    | 30,35 | 10    | 25,96 | 8     | 33,6 | 12   |
| Chrétiens-démocrates       |                        | PSC                    | 5,4   | 0     | 6,56  | 1     | 7,3   | 1     | -     |       | -     |       | -     |       | -     |       | -     |       | -    |      |
| Fédéralistes francophones  |                        | DéFi                   | 29,26 | 9     | 25,58 | 8     | 18,69 | 6     | 16,03 | 5     | 14,79 | 4     | -     |       | 8,23  | 2     | 9,70  | 2     | 3,5  | 0    |
| Libéraux                   |                        | OpenMR                 | 8,74  | 1     | 12,11 | 3     | 12,84 | 3     | 13,03 | 3     | 18,57 | 5     | 23,25 | 7     | 19,46 | 6     | 22,58 | 7     | 18,4 | 6    |
| Nationalistes flamands     |                        | N-VA                   | -     |       | -     |       | -     |       | -     |       | -     |       | -     |       | 6,99  | 1     | 6,74  | 1     | 4    | 0    |
| Extrême droite flamande    |                        | Vlaams Belang          | -     |       | 1,11  | 0     | 2,86  | 0     | 4,77  | 0     | 8,56  | 2     | 9,33  | 2     | 3,46  | 0     | 2,04  | 0     | -    |      |
| Extrême droite francophone |                        | FN                     | -     |       | -     |       | -     |       | 8,77  | 2     | -     |       | -     |       | -     |       | -     |       | -    |      |
|                            |                        | VLAAMS/LNB/ BERCHM     | 10,89 | 2     | 6,56  | 1     | 7,41  | 1     | 6,6   | 1     | 9,48  | 2     | 7,48  | 1     | 6,82  | 1     | -     |       | -    |      |
| Droite populiste           |                        | UDRT-RAD               | -     |       | 4,76  | 0     | -     |       | -     |       | -     |       | -     |       | -     |       | -     |       | -    |      |
|                            |                        | Autres(*)              | -     |       | 1,39  |       | 0,59  |       | 1,93  |       | 1,21  |       | -     |       | -     |       | -     |       | -    |      |
| Total des votes            | Total des votes        | Total des votes        | 13111 | 13111 | 12703 | 12703 | 12402 | 12402 | 11550 | 11550 | 11221 | 11221 | 11897 | 11897 | 12442 | 12442 | 13189 | 13189 |      |      |
| Participation %            | Participation %        | Participation %        | -     | -     | -     | -     | 88,92 | 88,92 | 87,44 | 87,44 | 84,15 | 84,15 | 86,73 | 86,73 | 84,81 | 84,81 | 81,58 | 81,58 |      |      |
| Votes blancs ou nuls %     | Votes blancs ou nuls % | Votes blancs ou nuls % | 4,41  | 4,41  | 5,97  | 5,97  | 4,63  | 4,63  | 3,89  | 3,89  | 4,69  | 4,69  | 4,85  | 4,85  | 5,42  | 5,42  | 7,08  | 7,08  |      |      |

 (*)1982 :UDB 1988:EVA 1994:PLUS 2006:Vivant 

### Bourgmestres

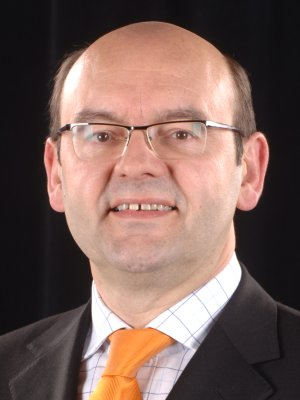
Joël Riguelle, bourgmestre de Berchem-Sainte-Agathe de 2003 à 2020.

| Nom                 | Parti | Parti | Début | Fin      | Durée  |
| ------------------- | ----- | ----- | ----- | -------- | ------ |
| Victor Guns         |       | CVP   | 1965  | 1994     | 29 ans |
| Julien Gooskens     |       | PSC   | 1994  | 2003     | 19 ans |
| Joël Riguelle       |       | cdH   | 2003  | 2020     | 17 ans |
| Christian Lamouline |       | cdH   | 2020  | En cours | 5 ans  |
| Christian Lamouline | LE    |       | 2020  | En cours | 5 ans  |

## Démographie

### Évolution de la population
| Habitants                       | 2 118  | 672    | 636    | 765    | 998    | 1 102  | 1 266  | 1 845  | 3 022  | 3 851  | 7 359  | 11 180 | 15 867 | 19 087 | 18 792 | 18 566 | 18 735 |
| Index                           | 100    | 32     | 30     | 36     | 47     | 52     | 60     | 87     | 143    | 182    | 347    | 528    | 749    | 901    | 887    | 877    | 885    |
| Année                           | 2010   | 2014   | 2015   | 2016   | 2017   | 2018   | 2019   | 2020   | 2021   | 2022   | 2023   | 2024   |        |        |        |        |        |
| Habitants                       | 22 185 | 23 690 | 23 927 | 24 224 | 24 701 | 24 830 | 25 179 | 25 502 | 25 441 | 25 298 | 25 396 | 25 787 |        |        |        |        |        |
| Index                           | 1 047  | 1 117  | 1 127  | 1 141  | 1 166  | 1 172  | 1 189  | 1 207  | 1 201  | 1 194  | 1 199  | 1 218  |        |        |        |        |        |
| chiffres INS - 1830 = Index 100 |        |        |        |        |        |        |        |        |        |        |        |        |        |        |        |        |        |

- 1846 : Koekelberg faisant partie de Berchem-Sainte-Agathe devient une commune à part entière en 1841, d’où une baisse spectaculaire de la population lors du recensement de 1846.

- Source : INS - De 1806 à 1981 = recensement de la population au 31 décembre ; depuis 1990 = population au 1er janvier.
- Source : DGS - Remarque : 1806 jusqu'à 1981 = recensement ; depuis 1990 = nombre d'habitants chaque 1er janvier.

### Population belge
| Nationalité                                           | Population |
| Belgique                                              | 20 165     |
| Source : IBSA Brussels, chiffres au 1er janvier 2023. |            |

### Population étrangère
| Nationalité                                           | Population |
| Roumanie                                              | 1 131      |
| Maroc                                                 | 638        |
| France                                                | 453        |
| Espagne                                               | 421        |
| Italie                                                | 367        |
| Ukraine                                               | 285        |
| Portugal                                              | 242        |
| Pologne                                               | 205        |
| République démocratique du Congo                      | 157        |
| Syrie                                                 | 123        |
| Source : IBSA Brussels, chiffres au 1er janvier 2024. |            |

## Patrimoine

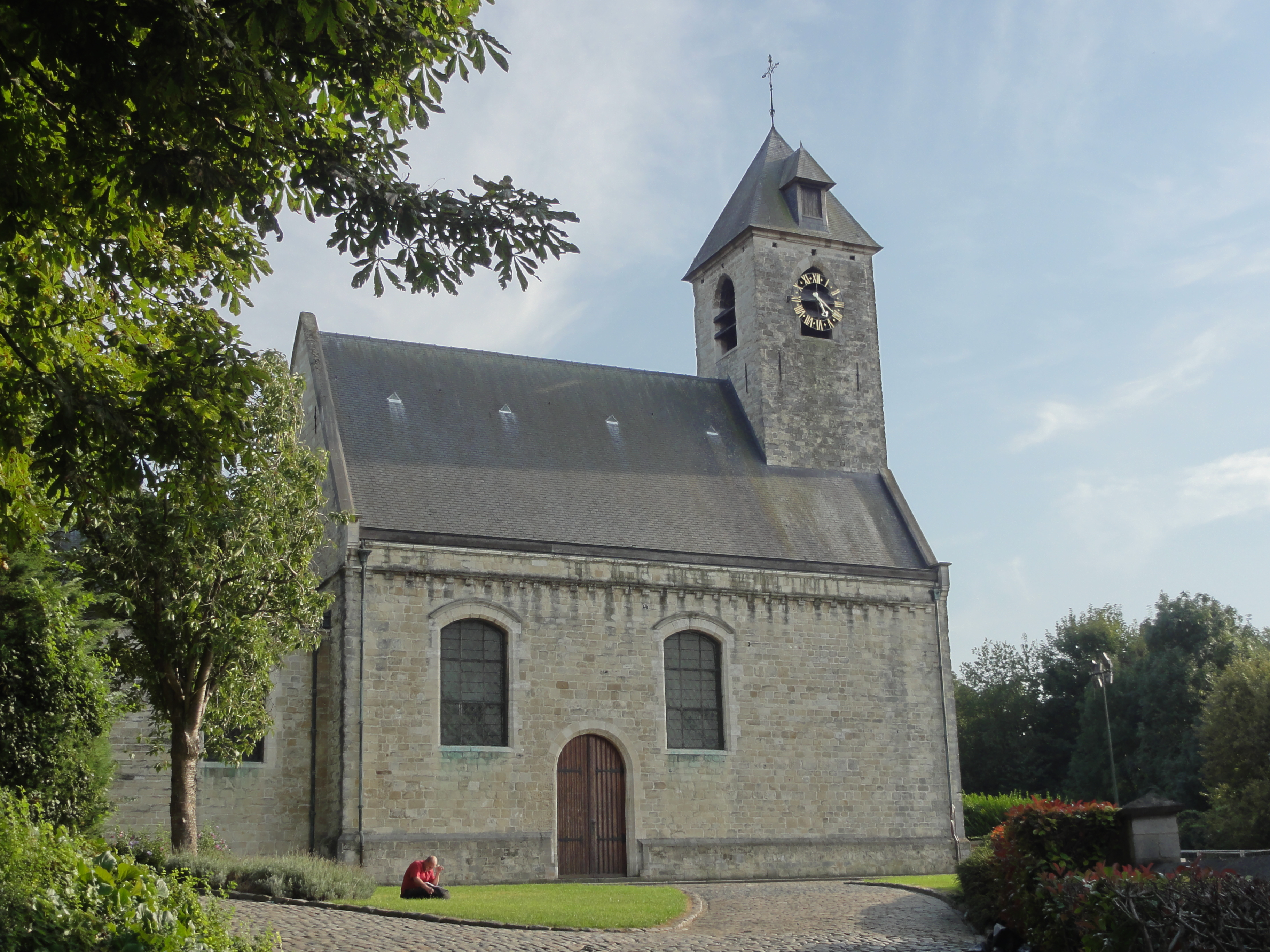
L'ancienne église de Berchem-Sainte-Agathe.

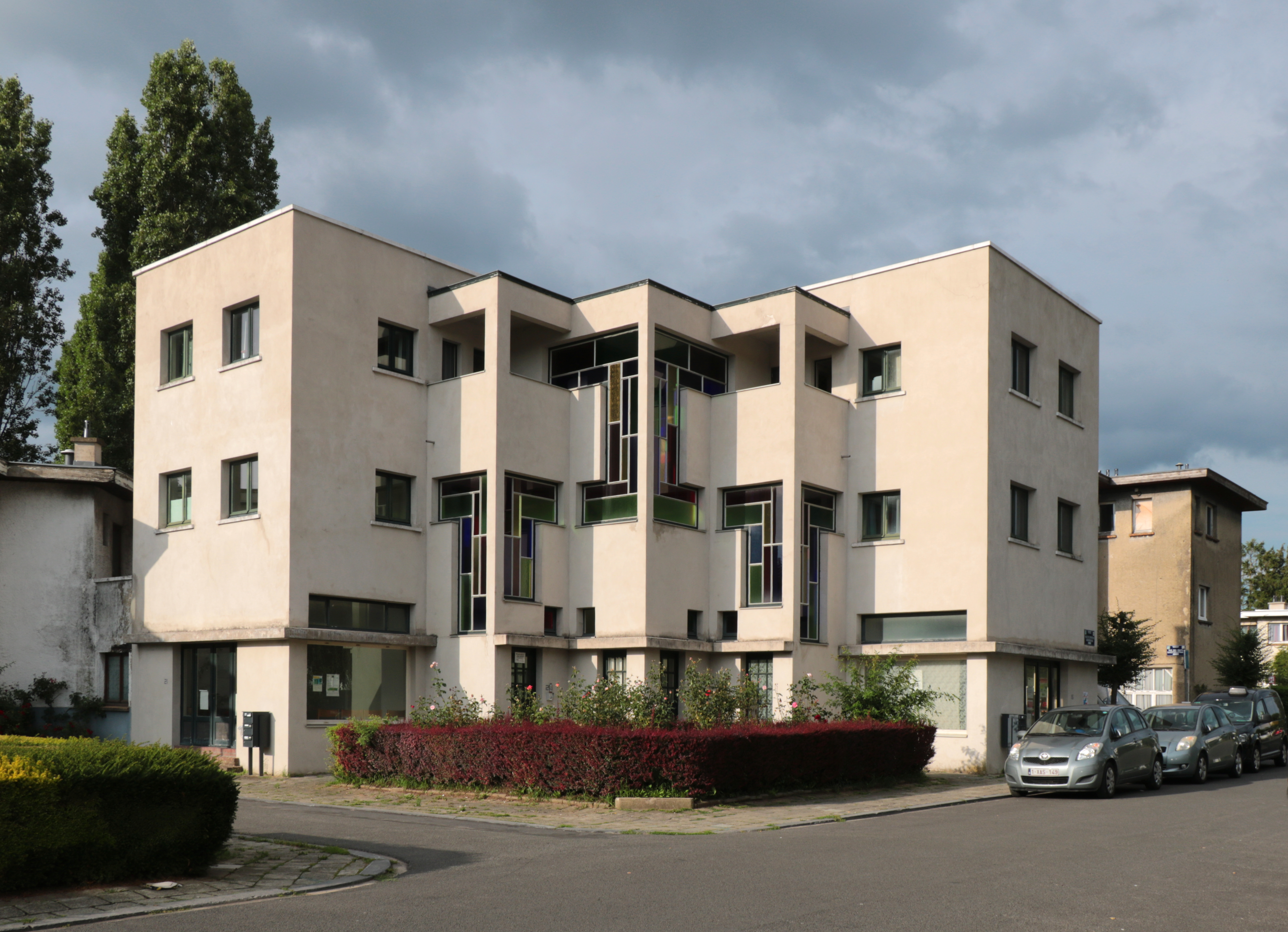
Cité Moderne (1922-1925).

Au début du XXe siècle, Berchem-Sainte-Agathe fut englobée dans le tissu urbain bruxellois, à la suite de l'extension radio-concentrique de la ville et à l’arrivée du tramway.
À l’instar des villages médiévaux, l’urbanisation de la commune s’est effectuée de manière peu organisée et la plupart des projets de développement urbanistique du XXe siècle ont été abandonnés ou partiellement réalisés (projet de construction de la place communale dans un style néo-Renaissance par l’architecte Victor Degand en 1911, projet d’urbanisation du Zavelenberg, du Hogenbos, du bois du Wilder, ainsi que la construction d’un boulevard de rocade entre Ganshoren et Molenbeek, après la Seconde Guerre mondiale).
Hormis l’église de style roman construite entre 1287 et 1311 (restauration en 1744 et 1974) et l’auberge-relais "La Couronne" bâtie au début du XVIIIe siècle et reconstruite en 1869 dans le style Architecture néo-classique sur décision de l’échevin Vandendriesch, l’ensemble des bâtiments actuels de la commune fut construit après 1800.
En effet, on distingue des bâtisses de style néo-classique construites au XIXe siècle (place de l’Église, rue de l’Église et chaussée de Gand) ; un nombre important de maisons ou villas bourgeoises de style cottage anglais, construites au début du XXe siècle, (rue de l’Église, Avenue des Cottages, Avenue Gisseleire-Versé, Avenue René Comhaire et rue Openveld), des maisons ou villas Art déco (Avenue du Roi Albert, Avenue Selliers de Moranville et la Cité moderne) et enfin, des constructions contemporaines d’habitations individuelles ou collectives (quartier résidentiel du Kattebroek, t’Hof te Overbeke, drève des Maricoles et logements sociaux de la place Hunderenveld).
L’urbanisme berchemois est très peu tourné vers l’industrie. Par contre le secteur marchand y est très représenté, particulièrement depuis les années 1980 avec la création du complexe commercial Basilix .
Parmi les richesses architecturales de la commune, la Cité Moderne, construite en 1925 par l’architecte Victor Bourgeois, est un des premiers exemples d’architecture cubiste à grande échelle en Europe, selon les idées du Bauhaus de Dessau. On peut voir sur la place des Coopérateurs une géométrie typiquement bauhausienne (maisons disposées en dents de scie, présentant des façades à 45° par rapport à l’alignement de la voirie). Cet édifice valut à Victor Bourgeois d’obtenir le grand prix de l’Exposition internationale des arts décoratifs et industriels modernes de Paris en 1925.
Un autre fleuron de Berchem est la villa Marie-Mirande située au no 11 de l’avenue de Selliers de Moranville, seule maison classée de la commune (depuis le 08 août 1988 ). Cette villa constitue un des très rares exemples de façade affiche à Bruxelles. En effet, le céramiste Guillaume Janssens la fit construire en 1912 sur les plans de l’architecte Tinant et fit recouvrir toute la façade de carrelages artisanaux réalisés dans ses ateliers. Une alternance de frises et de tableaux Art nouveau décore tous les étages.

## Transports en commun

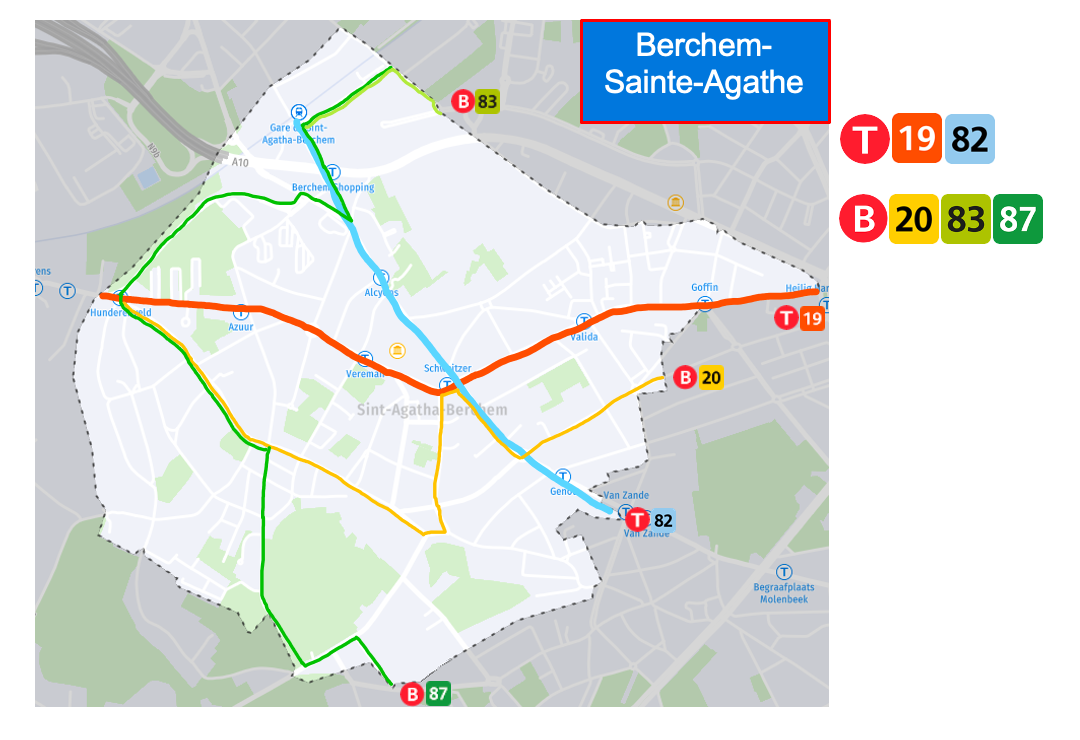
Plan du réseau STIB de la commune.

### SNCB
- Gare de Berchem-Sainte-Agathe

### STIB
- Tram
- Bus
- Bus Noctis

### De Lijn
- Bus : 212 - 213 - 214 - 355

## Personnalités liées à la commune
- Armand Fougnies, ancien préfet des études de l'Athénée royal de Koekelberg, biographe de Mécène ministre d'Auguste, auteur d'unehistoire locale des rues de Berchem-Sainte-Agathe [13]

### Personnalités nées à Berchem-Sainte-Agathe
- Jean-Claude Van Damme, acteur.
- Jacques Careuil, acteur et présentateur de télévision.
- Rudi Vervoort, ministre-président du gouvernement de la région de Bruxelles-Capitale.
- Françoise Schepmans, femme politique.
- Rachel Salik, comédienne
- Sven Gatz, homme politique.
- Philippe Van Parijs, philosophe et économiste belge.
- Philippe Pivin, homme politique.
- Guy Vandevoorde, artiste.
- Fatima Zibouh, politologue.
- Soufiane Benzouien, footballeur.
- Jacques Faber, cinéaste, comédien et producteur.
- Alexis Saelemaekers, footballeur.
- Armand De Beul, peintre belge.